# Саксагань (дендрологічний парк)
Саксага́нь — дендрологічний парк місцевого значення в Україні. Об'єкт природно-заповідного фонду Дніпропетровської області. 
Розташований поблизу села Надеждівка Криворізького району Дніпропетровської області. 
Площа 2,8 га. Статус надано згідно з рішенням обласної ради від 23.05.2008 року № 396-15/V. Перебуває у віданні ТОВ «ЕСК». 
Статус надано для збереження штучних деревних та інших насаджень, в тому числі рідкісних видів, а також для підтримки екологічного балансу довколишньої місцевості. 
Доступ на територію дендропарку обмежений, оскільки він перебуває у приватній власності. 